# Wspólnota administracyjna Stetten am kalten Markt
Wspólnota administracyjna Stetten am kalten Markt – wspólnota administracyjna (niem. Vereinbarte Verwaltungsgemeinschaft) w Niemczech, w kraju związkowym Badenia-Wirtembergia, w rejencji Tybinga, w regionie Bodensee-Oberschwaben, w powiecie Sigmaringen. Siedziba wspólnoty znajduje się w miejscowości Stetten am kalten Markt.
Wspólnota administracyjna zrzesza dwie gminy wiejskie:
- Schwenningen, 1 489 mieszkańców, 19,33 km²
- Stetten am kalten Markt, 5 091 mieszkańców, 56,47 km²